# دشمن مردم (نمایش تلویزیونی)
دشمن مردم نام یک مجموعهٔ نمایشی تلویزیونی (تله‌تئاتر) به کارگردانی «ساسان امیرپور» و «رکن‌الدین خسروی» است که در سال ۱۳۷۳ تولید و از  شبکه ۲ سیمای جمهوری اسلامی ایران پخش گردید.

## خلاصه داستان
این مجموعه، بر اساس نمایشنامه «دشمن مردم» اثر هنریک ایبسن نوشته شده و مضمونی سیاسی - اجتماعی دارد. دکتر «توماس استوکمان» پزشک نروژی، با پیشرفت‌های جدید علم پزشکی در ارتباط است و در عین حال مامور کنترل بهداشت حمام‌های عمومی است. شهرت او به سبب کشف خواص سودمند آب‌های معدنی است و طرح او به منظور احداث و توسعه حمام‌های طبی به روش بهداشتی، طرفداران زیادی در جامعه پیدا کرده است. با اینحال وقتی اعلام می‌کند که به منظور راه‌اندازی این طرح و رفع مشکل آلودگی فعلی آب حمام‌ها، لازم است ساختمان حمام‌ها مورد بازسازی دوباره قرار گیرد، مسئولان دولتی و از جمله برادرش «پتر استوکمان» (شهردار شهر) را در مقابل خود قرار می‌دهد. مسئولان تمام تلاش خود را می‌کنند تا به او اجازه ندهند مردم را از مشکلات و خطرات موجود آگاه سازد. رفته‌رفته با جوسازی مسئولان، ذهن مردم نیز تحت تأثیر تبلیغات منفی قرار گرفته و دکتر توماس استوکمان را دشمن خود می‌پندارند و عرضه چنان بر او تنگ می‌شود که راهی جز جلای وطن ندارد. «دشمن مردم» تصمیم می‌گیرد مردم را با بدبختی‌هایشان رها کند و از شهر و دیار خویش برود. اما پس از واقعه‌ای بر آن می‌شود که در زادگاه خود بماند و به تنهایی پیکار کند، زیرا به عقیده او «قوی‌ترین مرد جهان کسی است که تنهاتر باشد».

## بازیگران و عوامل تولید

### بازیگران
- جمشید جهان‌زاده
- غلامرضا طباطبایی
- محبوبه بیات
- رویا تیموریان
- جمشید لایق
- بهروز بقایی
- پرستو گلستانی
- داریوش آبداری
- ابراهیم عمادی
- شاهین رحیمی
- سمر خسروی
- خلیل مولودی
- آرمان امید
- علی پویان

### عوامل تولید
- کارگردان هنری: رکن‌الدین خسروی
- کارگردان تلویزیونی: ساسان امیرپور
- نویسنده: هنریک ایبسن
- پرداخت برای تلویزیون: رکن‌الدین خسروی
- تصویربرداران: مرتضی نجفی، بیژن مومنی، اکبر عنبری، مرتضی ندرلو
- موسیقی: انتخابی
- تهیه‌کننده: جواد ظهیری
- فرمت پرونده: ویدئویی
- مدت زمان: ۲۸۶ دقیقه
- تعداد قسمت‌ها: ۶ قسمت
- محصول: گروه فیلم و سریال و تئاتر شبکه ۲ سیمای جمهوری اسلامی ایران
- سال تولید: ۱۳۷۳